# Limpa-folha-picanço
Limpa-folhas-picanço ou limpa-folha-picanço (Ancistrops strigilatus) é uma espécie de ave da família Furnariidae. É a única espécie do género Ancistrops.
Pode ser encontrada nos seguintes países: Bolívia, Brasil, Colômbia, Equador e Peru.
Os seus habitats naturais são florestas subtropicais ou tropicais húmidas de baixa altitude.